# Siffin
Ṣiffīn (in arabo ﺻﻔﻴﻦ‎?) è una località sull'Eufrate, presso Raqqa, dove nel 657/37 dell'Egira avvenne una battaglia fra il quarto califfo ʿAlī ibn Abī Ṭālib e il governatore ribelle (wālī) di Siria Muʿāwiya ibn Abī Sufyān.
In realtà, al momento dello scontro, sopravvivevano solo rovine di un piccolo centro bizantino, che si era sviluppato a meno di un chilometro dalla riva destra dell'Eufrate. Oggi quel sito è conosciuto col nome di Abū Hurayra.